# Sanch Erièg
Sanch Erièg (en francès Saint-Sériès) és un municipi occità del Llenguadoc, situat al departament de l'Erau i a la regió d'Occitània.